# Bathycopea ivanoi
Bathycopea ivanoi (лат.) — вид морских глубоководных равноногих ракообразных семейства Ancinidae из подотряда Sphaeromatidea (Sphaeromatoidea). Включён в состав рода Bathycopea. Северо-восточная часть Тихого океана: окрестности Курильских островов (на глубинах до 4 км).

## Описание
Длина около 1,5 см. Тело дорсовентрально сплющенное, широко-овальное. От других видов своего рода отличается наличием хорошо развитых глаз, двухзубым режущим краем мандибул, бугорчатой спинной поверхностью 2—4-го грудных сегментов (остальные сегменты гладкие). Жгутик 1-й антенны содержит 16 члеников, жгутик 2-й антенны — 11 сегментов. Первый переопод у самок и самцов хвататетельный (с ложной клешнёй). Уроподы одноветвистые. 1-й плеопод 2-ветвистый; ветви 2 и 3-го плеоподов с маргинальными щетинками (Bathycopea); экзоподит 3-го плеоподита двучлениковый. Встречаются на глубине от 2867 до 4070 м (глубоководный абиссальный вид).
Вид был впервые описан в 1963 году советским океанологом и карцинологом Яковом Авадьевичем Бирштейном (1911—1970) при изучении побережья Курильских островов.
Ранее Bathycopea ivanoi, как и других представителей семейства Ancinidae, включали в состав крупного семейства Sphaeromatidae. Иверсон в 1982 году (Iverson, 1982) впервые установил подсемейство Ancininae Dana, 1852 (для замены группы Colobranchiatae, которая была впервые выделена ещё в 1909 году Richardson, 1909). В 1993 году Брюс (Bruce, 1993) повысил статус подсемейств Ancininae до уровня отдельного семейства Ancinidae Dana, 1852, в состав которого и вошёл данный вид.